# Weizer Straße
Die Weizer Straße (B 72) ist eine Landesstraße in Österreich. Sie hat eine Länge von 88 km und führt von der steirischen Landeshauptstadt Graz durch das Randgebirge östlich der Mur nach Krieglach im Tal der Mürz im Norden der Steiermark. 

## Verlauf
Von Graz führt die Straße zunächst durch das südliche Grazer Bergland nach Weiz und weiter ins Tal der Feistritz. Dieser und der parallel verlaufenden Feistritztalbahn folgt sie bis kurz vor Ratten. Hier verlässt sie ihre bisherige nördliche Richtung und wendet sich nach Nordwesten, um am Alpl die Fischbacher Alpen zu überqueren. Schließlich erreicht die Weizer Straße Krieglach.

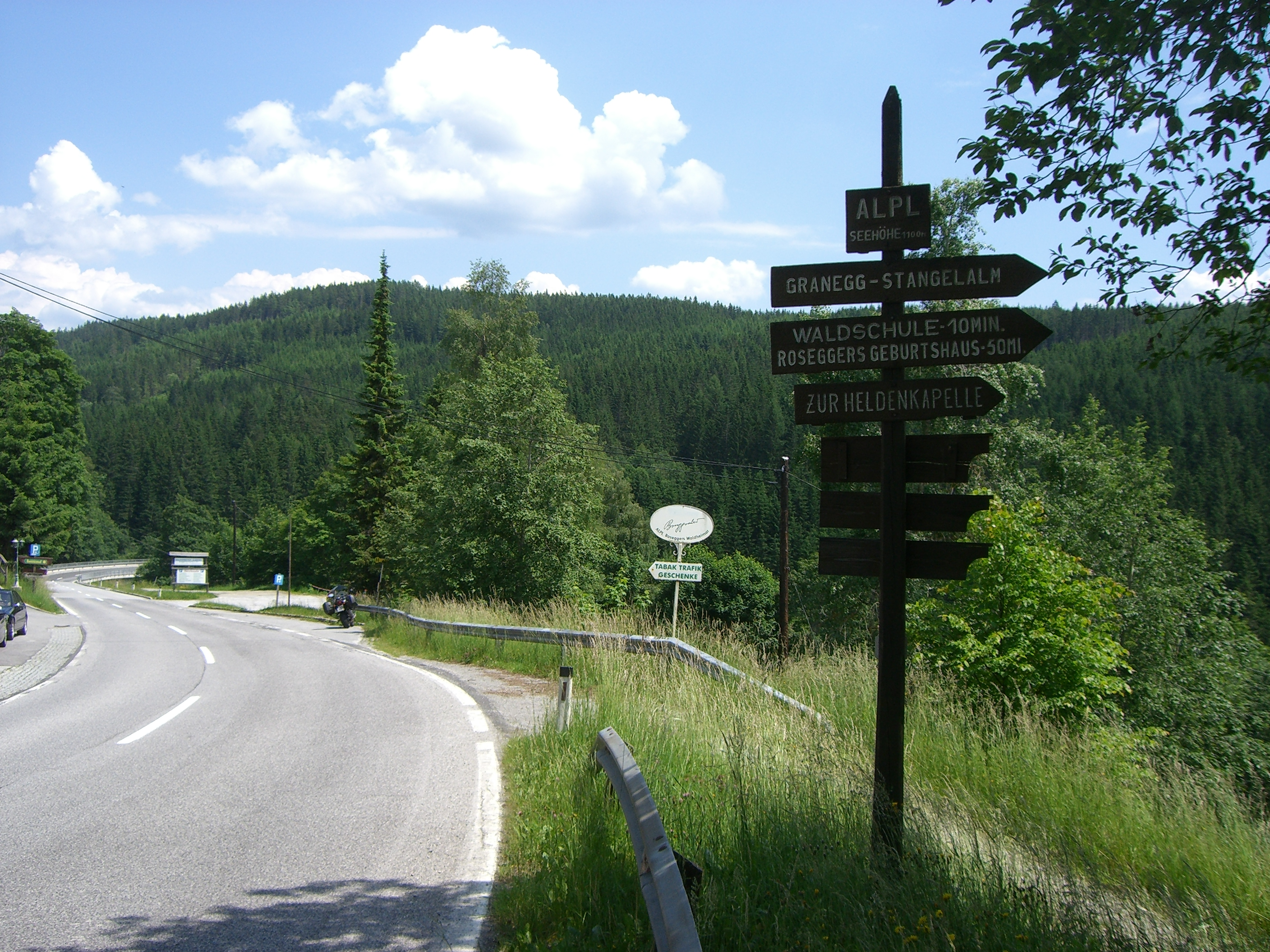
Weizer Straße am Alpl

## Geschichte
Die Straße von Maria-Trost bei Graz über Albersdorf, Gschwendt, Weiz, Anger, Birkfeld, Fischbach und Stanz bis zum Bahnhof in Kindberg wurde durch das Gesetz vom 3. Oktober 1868 den Bezirksstraßen I. Klasse zugerechnet. Durch einen Beschluss des steirischen Landtages vom 15. Mai 1899 wurde die Straße von Birkfeld über den „kleinen Pfaffen“ nach Jauern an der Wien-Triester Reichsstraße ebenfalls zu einer Bezirksstraße I. Klasse aufgewertet. Seit dem 1. April 1938 werden die Bezirksstraßen I. Ordnung in der Steiermark als Landesstraßen geführt.
Die Weizer Straße gehörte seit dem 1. Jänner 1973 zum Netz der Bundesstraßen in Österreich. und wurde mit diesem Netz am 1. April 2002 in Landesverwaltung übertragen.